# Ausztronéz nyelvcsalád

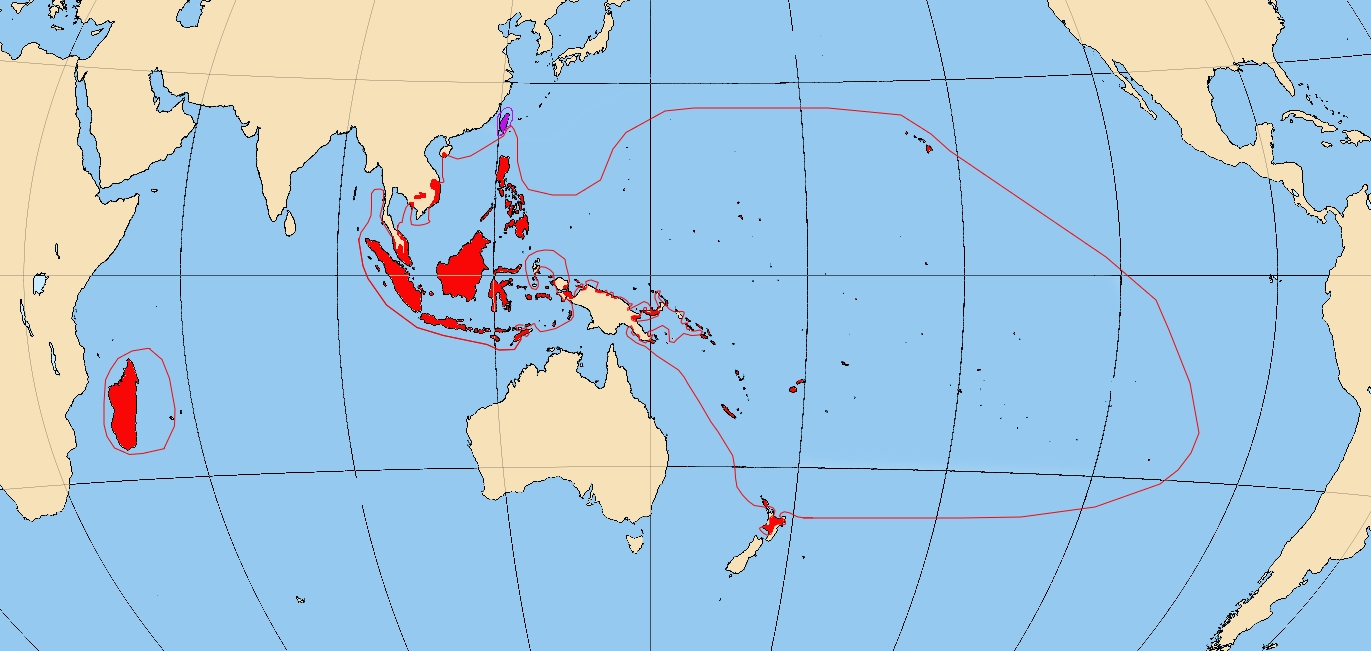
Ausztronéz nyelvek a térképen pirossal

Az ausztronéz nyelvcsalád a természetes nyelvek egyik nyelvcsaládja. Elterjedési területe Délkelet-Ázsia és Óceánia, valamint Madagaszkár. A 21. század elején a nyelvtudomány mintegy 960 különböző nyelvet tart számon ebben a családban, 380 millió beszélővel. Az ausztronéz nyelvek között sok nagy irodalmi és államnyelv van, a többségük azonban a Csendes-óceán kisebb-nagyobb szigetein használatos, némelyikük csak néhány száz vagy ezer beszélővel.

## Története, jellegzetességei
A nyelvtudomány a nyelvcsalád eredetét Tajvan szigetéig tudja visszavezetni, ahol az őslakosok még ma is használnak néhány ausztronéz nyelvet. E nyelvek hordozóinak széttelepülése az i. e. 5. évezredben kezdődött meg, de csak jóval később gyorsult fel.
Az ausztronéz nyelvek ezen az óriási területen hasonló szerkezetűek, alapszókincsükben is sok a közös szó, azonban a kölcsönös érthetőség bizonyos foka csak az egymással szorosabban rokon nyelvek, egymáshoz közelebb élő népcsoportok között fordul elő.
E nyelvek hangrendszerére általában a kevés különböző fonéma (magán- vagy mássalhangzó) jellemző. Gyakoriak a magánhangzók, a szó vége legtöbbször magánhangzóra végződik. Ragozó nyelvek, elő-, utó- és belragokkal - vagy különírás esetében elöljárókkal és névutókkal.
Többes szám első személyben megkülönböztetnek inkluzív és exkluzív alakokat: például a maláj nyelvben kita = mi (én és ti); illetve kami = mi (én és ők, nem ti)
A névszók között gyakori a kettős szám, sőt keleten hármas szám is előfordul az egyes és többes szám mellett. A nyelvcsalád sok tagja megkülönbözteti a birtokviszony esetében az állandó és alkalmi birtokosságot.
Az írásuk túlnyomórészt latin betűs; a batak nyelvnek indiai eredetű írása van (lontara írás).
Az ausztronéz nyelvcsalád etnikumai a maláj-polinéz rasszhoz tartoznak, de egyes csoportjaik észrevehetően különböznek egymástól: például az új-zélandi maorikban feltűnőbbek a mongolos vonások, a melanéziaiak bőre sötétebb. A madagaszkári malagaszok afrikai eredetű etnikumokkal is keveredtek, ezért rajtuk negrid vonások figyelhetők meg.

## A családhoz tartozó nyelvek
- Tajvani ág
  - atajal
  - coni
  - Pajvan nyelvek
    - ami
    - bunun
    - pajvan
    - szároa
- Maláj-polinéz ág
  - maláj
  - tyam (cham – kihalt)
  - Nyugati maláj-polinéz nyelvek
    - Délkelet-ázsiai nyelvek
    - Fülöp-szigeteki nyelvek
      - szebuano
      - maranao
      - minahaszanó
      - tagalog

    - Malgas nyelvek
    - Nyugat-indonéziai nyelvek
      - indonéz
      - borneói nyelvek
      - szumátrai nyelvek
      - jávai nyelvek
      - bali-szaszak nyelvek
      - celebeszi nyelvek

    - Nyugati-mikronéziai nyelvek
      - papaui
      - chamorro

  - Középső maláj-polinéz nyelvek
    - manggarai
    - ngadha
    - roti
    - tetum
    - burui

  - Dél-halmaherai nyugat-új-guineai nyelvek
    - buli
    - numfor-biak
    - varopen

  - Óceániai nyelvek
    - Polinéz nyelvek
      - hawaii
      - tahiti
      - maori
      - szamoai
      - tongai
      - tokelaui
      - tuvalui

    - Mikronéziai nyelvek
      - csúki
      - fidzsi
      - gilberti (kiribati)
      - mota
      - hiri motu (pidzsin)
      - palaui
      - yap-szigeteki

Korábban a tai-kadai nyelvcsalád nyelveit (például thai nyelv, lao nyelv) is ide sorolták egy külön ágként („thai ág”).